# 2. etape af Giro d'Italia 2018
2. etape af Giro d'Italia 2018 gik fra Haifa i Israel til Tel Aviv 5. maj 2018. 
Elia Viviani vandt etapen, og Rohan Dennis tog nok bonussekunder undervejs til at overtage førertrøjen.

## Etaperesultater
| \| Etaperesultat \| Etaperesultat \| Etaperesultat \| Etaperesultat \| Etaperesultat \| \| Rytter \| Rytter \| Hold \| Tid \| \| \| ------------- \| ------------------- \| ----------------------------- \| ------------- \| ------------- \| \| 1. \| Elia Viviani \| Quick-Step Floors \| 3t 51' 20" \| \| \| 2. \| Jakub Mareczko \| Wilier Triestina-Selle Italia \| + 0" \| \| \| 3. \| Sam Bennett \| Bora-Hansgrohe \| + 0" \| \| \| 4. \| Niccolò Bonifazio \| Bahrain-Merida \| + 0" \| \| \| 5. \| Sacha Modolo \| EF Education First-Drapac \| + 0" \| \| \| 6. \| Clément Venturini \| AG2R La Mondiale \| + 0" \| \| \| 7. \| Ryan Gibbons \| Dimension Data \| + 0" \| \| \| 8. \| Manuel Belletti \| Androni Giocattoli-Sidermec \| + 0" \| \| \| 9. \| Baptiste Planckaert \| Katusha-Alpecin \| + 0" \| \| \| 10. \| Jempy Drucker \| BMC Racing Team \| + 0" \| \| |                     |                               |            |
| |                     |                               |            |
| Kilde: ProCyclingStats |                     |                               |            |
| Etaperesultat |                     |                               |            |
| Rytter | Rytter              | Hold                          | Tid        |
| 1. | Elia Viviani        | Quick-Step Floors             | 3t 51' 20" |
| 2. | Jakub Mareczko      | Wilier Triestina-Selle Italia | + 0"       |
| 3. | Sam Bennett         | Bora-Hansgrohe                | + 0"       |
| 4. | Niccolò Bonifazio   | Bahrain-Merida                | + 0"       |
| 5. | Sacha Modolo        | EF Education First-Drapac     | + 0"       |
| 6. | Clément Venturini   | AG2R La Mondiale              | + 0"       |
| 7. | Ryan Gibbons        | Dimension Data                | + 0"       |
| 8. | Manuel Belletti     | Androni Giocattoli-Sidermec   | + 0"       |
| 9. | Baptiste Planckaert | Katusha-Alpecin               | + 0"       |
| 10. | Jempy Drucker       | BMC Racing Team               | + 0"       |

## Samlet
| \| Samlede stilling \| Samlede stilling \| Samlede stilling \| Samlede stilling \| Samlede stilling \| \| Rytter \| Rytter \| Hold \| Tid \| \| \| ---------------- \| --------------------- \| ----------------- \| ---------------- \| ---------------- \| \| 1. \| Rohan Dennis \| BMC Racing Team \| 4t 03' 21" \| \| \| 2. \| Tom Dumoulin \| Team Sunweb \| + 1" \| \| \| 3. \| Victor Campenaerts \| Lotto-Soudal \| + 3" \| \| \| 4. \| José Gonçalves \| Katusha-Alpecin \| + 13" \| \| \| 5. \| Alex Dowsett \| Katusha-Alpecin \| + 17" \| \| \| 6. \| Pello Bilbao \| Astana \| + 19" \| \| \| 7. \| Simon Yates \| Mitchelton-Scott \| + 21" \| \| \| 8. \| Maximilian Schachmann \| Quick-Step Floors \| + 22" \| \| \| 9. \| Tony Martin \| Katusha-Alpecin \| + 28" \| \| \| 10. \| Domenico Pozzovivo \| Bahrain-Merida \| + 28" \| \| |                       |                   |            |
| |                       |                   |            |
| Kilde: ProCyclingStats |                       |                   |            |
| Samlede stilling |                       |                   |            |
| Rytter | Rytter                | Hold              | Tid        |
| 1. | Rohan Dennis          | BMC Racing Team   | 4t 03' 21" |
| 2. | Tom Dumoulin          | Team Sunweb       | + 1"       |
| 3. | Victor Campenaerts    | Lotto-Soudal      | + 3"       |
| 4. | José Gonçalves        | Katusha-Alpecin   | + 13"      |
| 5. | Alex Dowsett          | Katusha-Alpecin   | + 17"      |
| 6. | Pello Bilbao          | Astana            | + 19"      |
| 7. | Simon Yates           | Mitchelton-Scott  | + 21"      |
| 8. | Maximilian Schachmann | Quick-Step Floors | + 22"      |
| 9. | Tony Martin           | Katusha-Alpecin   | + 28"      |
| 10. | Domenico Pozzovivo    | Bahrain-Merida    | + 28"      |

| Pointkonkurrence | Pointkonkurrence   | Pointkonkurrence              | Pointkonkurrence | Pointkonkurrence |
| Rytter           | Rytter             | Hold                          | Point            |                  |
| ---------------- | ------------------ | ----------------------------- | ---------------- | ---------------- |
| 1.               | Elia Viviani       | Quick-Step Floors             | 68 point         |                  |
| 2.               | Jakub Mareczko     | Wilier Triestina-Selle Italia | 35 point         |                  |
| 3.               | Rohan Dennis       | BMC Racing Team               | 32 point         |                  |
| 4.               | Sam Bennett        | Bora-Hansgrohe                | 25 point         |                  |
| 5.               | Davide Ballerini   | Androni Giocattoli-Sidermec   | 20 point         |                  |
| 6.               | Niccolò Bonifazio  | Bahrain-Merida                | 18 point         |                  |
| 7.               | Tom Dumoulin       | Team Sunweb                   | 15 point         |                  |
| 8.               | Sacha Modolo       | EF Education First-Drapac     | 14 point         |                  |
| 9.               | Victor Campenaerts | Lotto-Soudal                  | 13 point         |                  |
| 10.              | Lars Bak           | Lotto-Soudal                  | 12 point         |                  |

| Ungdomskonkurrence | Ungdomskonkurrence    | Ungdomskonkurrence          | Ungdomskonkurrence | Ungdomskonkurrence |
| Rytter             | Rytter                | Hold                        | Tid                |                    |
| ------------------ | --------------------- | --------------------------- | ------------------ | ------------------ |
| 1.                 | Maximilian Schachmann | Quick-Step Floors           | 4t 03' 43"         |                    |
| 2.                 | Valerio Conti         | UAE Team Emirates           | + 8"               |                    |
| 3.                 | Mads Würtz Schmidt    | Katusha-Alpecin             | + 9"               |                    |
| 4.                 | Felix Großschartner   | Bora-Hansgrohe              | + 10"              |                    |
| 5.                 | Rémi Cavagna          | Quick-Step Floors           | + 14"              |                    |
| 6.                 | Sam Oomen             | Team Sunweb                 | + 21"              |                    |
| 7.                 | Louis Vervaeke        | Team Sunweb                 | + 27"              |                    |
| 8.                 | Ben O'Connor          | Dimension Data              | + 28"              |                    |
| 9.                 | Fausto Masnada        | Androni Giocattoli-Sidermec | + 30"              |                    |
| 10.                | Nico Denz             | AG2R La Mondiale            | + 31"              |                    |

| Bjergkonkurrence | Bjergkonkurrence | Bjergkonkurrence            | Bjergkonkurrence | Bjergkonkurrence |
| Rytter           | Rytter           | Hold                        | Point            |                  |
| ---------------- | ---------------- | --------------------------- | ---------------- | ---------------- |
| 1.               | Enrico Barbin    | Bardiani CSF                | 3 point          |                  |
| 2.               | Guillaume Boivin | Israel Cycling Academy      | 2 point          |                  |
| 3.               | Davide Ballerini | Androni Giocattoli-Sidermec | 1 point          |                  |

| Holdkonkurrence | Holdkonkurrence   | Holdkonkurrence | Holdkonkurrence |
| Hold            | Hold              | Tid             |                 |
| --------------- | ----------------- | --------------- | --------------- |
| 1.              | Katusha-Alpecin   | 12t 11' 01"     |                 |
| 2.              | Team Sunweb       | + 33"           |                 |
| 3.              | Lotto Soudal      | + 39"           |                 |
| 4.              | BMC Racing Team   | + 41"           |                 |
| 5.              | Bora-Hansgrohe    | + 50"           |                 |
| 6.              | Astana            | + 50"           |                 |
| 7.              | Movistar Team     | + 51"           |                 |
| 8.              | Quick-Step Floors | + 52"           |                 |
| 9.              | UAE Team Emirates | + 56"           |                 |
| 10.             | Mitchelton-Scott  | + 1' 06"        |                 |